# Zach Evans
Zachary Evans (Houston, 30 maggio 2001) è un giocatore di football americano statunitense che milita nel ruolo di running back per i Los Angeles Rams della National Football League (NFL).

## Carriera

### Los Angeles Rams
Al college Evans giocò a football a TCU (2020-2021) e a Ole Miss. Fu scelto nel corso del sesto giro (215º assoluto) del Draft NFL 2023 dai Los Angeles Rams. Debuttò come professionista subentrando nella gara del quinto turno contro i Philadelphia Eagles giocando uno snap negli special team. La sua prima stagione si chiuse con 19 yard in 10 presenze, nessuna delle quali come titolare.